# Gyrinus suffriani
Gyrinus suffriani är en skalbaggsart som beskrevs av Scriba 1855. Gyrinus suffriani ingår i släktet Gyrinus, och familjen virvelbaggar. Arten är reproducerande i Sverige.